# UFC Fight Night: Dern vs. Rodriguez
UFC Fight Night: Dern vs. Rodriguez (também conhecido como UFC Fight Night 194 e UFC on ESPN+ 52) foi um evento de MMA produzido pelo Ultimate Fighting Championship em 9 de outubro de 2021 no UFC Apex em Las Vegas, Nevada.

## Background
Uma luta no peso palha entre Marina Rodriguez e Mackenzie Dern foi a principal da noite.
Uma luta no peso médio entre Phil Hawes e Deron Winn era esperada para ocorrer neste evento.
Michael Trizano e Chas Skelly eram esperados para se enfrentarem neste evento. Entretango, Skelly foi retirado do card por motivos não revelados.